# Station Knottingley
Knottingley is een spoorwegstation van National Rail in Knottingley, Wakefield in Engeland. Het station is eigendom van Network Rail en wordt beheerd door Northern Rail. Het station is geopend in 1848.